# Chemical Invasion
Chemical Invasion es el segundo álbum de estudio por el grupo thrash metal Tankard.

## Lista de canciones
1. "Intro" - 0:17
2. "Total Addiction" - 3:26
3. "Tantrum" - 3:15
4. "Don´t Panic" - 4:25
5. "Puke" - 0:58
6. "For A Thousand Beers" - 7:23
7. "Chemical Invasion" - 5:27
8. "Farewell To A Slut" - 4:10
9. "Traitor" - 7:56
10. "Alcohol" - 2:11 (cover de Gang Green)

## Créditos
- Andreas¨Gerre¨Geremia - Vocales
- Frank Thorwarth - Bajo
- Axel Katzmann - Guitarra
- Andy Bulgaropulos - Guitarra
- Oliver Werner - Batería

- Datos: Q1069195